# Marcha Mundial por la Paz y la No-Violencia

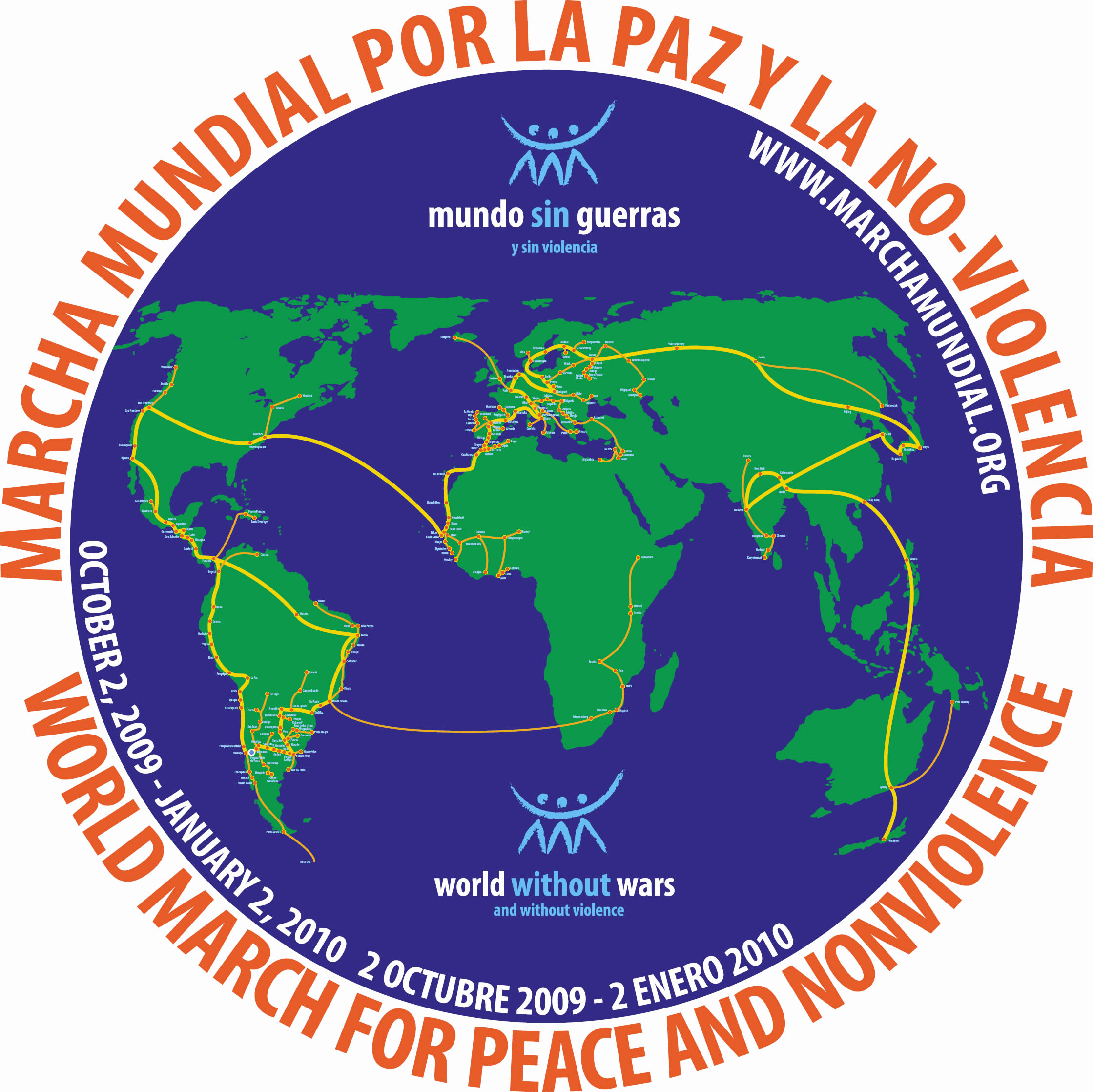
Logo de la marcha mundial por la paz y la no violencia

La Marcha Mundial por la Paz y la No-Violencia es una movilización mundial abierta organizada por colectivos humanistas con el objetivo de aumentar la conciencia mundial sobre la necesidad de la paz y la noviolencia como metodología para conseguirla y afianzarla. Es un proyecto de Mundo sin Guerras,  un organismo del Movimiento Humanista que trabaja desde hace 15 años en el campo del pacifismo y la no violencia.

## Rutas

### Troncales
En la actualidad, las rutas troncales son, por orden de inicio, desde el comienzo de la marcha mundial, las siguientes: 
- AMERICA CENTRO - NORTE
- OCEANIA - ASIA
- EUROPA
- ÁFRICA
- AMÉRICA SUR - CENTRO

## Antecedentes
La Marcha Mundial comenzó (tras una escala cargada de simbolismo en las Islas Chatham donde fue bendecida por los descendientes de los moriori) en Nueva Zelanda el 2 de octubre de 2009, día aniversario del nacimiento de Gandhi y declarado por la Naciones Unidas día Internacional de la No Violencia. Finalizó en Argentina en la cordillera de los Andes, en Punta de Vacas al pie del Monte Aconcagua el 2 de enero de 2010.

## Primera Marcha Mundial
El 15 de noviembre de 2008 en Punta de Vacas (Mendoza, Argentina), Rafael de la Rubia presentó oficialmente la Marcha Mundial por la Paz y la No-Violencia.  Esta presentación se hizo en el marco de una reunión del Centro de Estudios Humanistas, con la participación de delegados provenientes de varios países de los cinco continentes.

### El recorrido
Un grupo de unas 150 personas realizó un recorrido simbólico por el mundo para llamar la atención sobre la urgencia de la paz y la necesidad de la no violencia.  Recorrió 104 países (en cada uno de los cuales se fueron uniendo más personas) y más de 300 ciudades. La marcha inició el 2 de octubre de 2009 de Nueva Zelanda y concluyó el 2 de enero de 2010 a los pies del monte Aconcagua, en la frontera entre Argentina y Chile ante unas 20.000 personas.
Durante estos 93 días, al recorrido de 160 000 km se le sumaron algunos tramos por mar y por aire.

## Segunda Marcha Mundial
El 9 de noviembre de 2018 se informó oficialmente que 10 años más tarde, la Marcha volvería a realizarse. Se fijó el día 2 de octubre de 2019 en Madrid (España), como fecha de inicio de la segunda Marcha Mundial por la Paz y la Noviolencia, misma fecha de partida que se dio en la Primera Marcha. El recorrido fijado fue de un total de 97 países, pero fue más largo en duración, concluyendo el 8 de marzo, precisamente coincidiendo con el Día Internacional de la Mujer.

## Tercera Marcha Mundial 2024-2025
La 3ª MM comenzará en San José de Costa Rica el 2 de octubre de 2024 y finalizará en dicha ciudad el 5 de enero de 2025.
El Equipo Base será aquel grupo de personas que realizarán el recorrido completo de la 3º MM.

### Rutas troncales

#### América Centro - Norte
San José de Costa Rica 2/10/2024, Nueva-York 10/10/2024.

#### Oceanía- Asia
Japón 15/10/2024, Mumbai 31/10/2024.

#### Europa
Moscú 6/11/2024, Madrid 24/11/2024.
El 2 de octubre, día de comienzo de la Marcha Mundial, tendrá lugar un Encuentro Coral en Madrid (Auditorio al aire libre Carlos Jiménez de Parga, Distrito de Puente de Vallecas ).

#### África
Tánger 27/11/2024, Dakar 11/12/2024.

#### América Sur - Centro
Buenos Aires 15/12/2024, San José de Costa Rica 5/1/2025